# Radwan-Einheit
Die Radwan-Einheit (arabisch فوج الحاج رضوان Fawj al-Ḥajj Raḍwān, lit. 'al-Hajj Radwan Regiment') ist eine offensiv ausgerichtete Spezialeinheit der libanesischen Terrororganisation Hisbollah.

## Geschichte
Die Radwan-Einheit wurde nach dem Libanonkrieg 2006 ursprünglich mit dem Namen Interventionseinheit gegründet. 2008 wurde sie nach dem Tod ihres damaligen militärischen Kommandeurs Imad Mughniyeh angelehnt an dessen operativen Decknamen "al-Hajj Radwan" umbenannt.
Die Radwan Einheit war seit 2015/2016 am syrischen Bürgerkrieg als Teil von Hisbollahs Unterstützung des syrischen Regimes um Baschar al-Assad beteiligt.
Seit dem Terrorangriff der Hamas auf Israel 2023 wurde die Einheit wiederholt von israelischen Regierungs- und Militärvertretern als zentrale Einheit von Hisbollah im schwelenden Konflikt zwischen den Parteien angeführt.